# Irish Transport and General Workers’ Union
Die Irish Transport and General Workers Union (ITGWU – Irische Transport- und Allgemeine Arbeitergewerkschaft) war eine irische Gewerkschaftsunion, die im Dezember 1908 von James Larkin gegründet wurde. Anfangs bezog die ITGWU ihre Mitglieder hauptsächlich von der in Liverpool ansässigen National Union of Dock Labourers (Nationale Gewerkschaft der Hafenarbeiter), aus der Larkin 1908 ausgeschlossen worden war. Später umfasste die Union Mitglieder verschiedener Industriezweige.
Die ITGWU war der Dreh- und Angelpunkt während des Dublin Lockout im Jahr 1913 – einem monatelangen Generalstreik, der die ITGWU und die Arbeiterbewegung nachhaltig beeinflusste. Nach dem (für die ITGWU fehlgeschlagenen) Lockout wanderte Larkin 1914 nach Amerika aus und James Connolly übernahm die Führung der Organisation, bis er 1916 in Folge des Osteraufstands hingerichtet wurde. Sein Nachfolger an der Spitze der Gewerkschaft war William X. O’Brien, der später für viele Jahre als Generalsekretär diente.
Bei seiner Rückkehr nach Irland im April 1923 erhielt Larkin einen heldenhaften Empfang. Er begann unverzüglich seine Reise durch das Land, um sich mit Mitgliedern der Trade Union zu treffen und für ein Ende des irischen Bürgerkriegs zu kämpfen. Trotz aller Bemühungen befand sich Larkin im Widerspruch zu William O’Brien, der in dessen Abwesenheit zur tragenden Figur der ITGWU, der Irish Labour Party und des Trade Union Congress aufgestiegen war. Larkin war nach wie vor Geschäftsführer der ITGWU, der bittere Streit zwischen diesen beiden sollte über 20 Jahre andauern.
1924 gründete Larkins Bruder Peter eine neue Union, die Workers’ Union of Ireland (WUI), zu der viele ITGWU-Mitglieder aus Dublin wechselten. Doch trotz des Mitgliederschwunds blieb die ITGWU die dominante Kraft unter den Gewerkschaftsverbänden, vor allem außerhalb der Hauptstadt Dublin. 1945 verließ die ITGWU den Irish Congress of Trade Unions, als der Congress die Mitgliedschaft der WUI akzeptierte, und begründete den rivalisierenden Congress of Irish Unions. 1990 schloss sich die ITGWU letztendlich mit der WUI zur neuen Gewerkschaft der Services, Industrial, Professional and Technical Union (SIPTU) zusammen.
Die ITGWU ist nicht identisch mit der britischen Transport and General Workers Union, die in Irland unter dem Namen Amalgamated Transport and General Workers Union tätig war.